# أوتو ويت
أوتو ويت (بالألمانية: Otto Witte)‏ هو لاعب سيرك ‏ ألماني، ولد في 16 أكتوبر 1872 في دورتموند في ألمانيا، وتوفي في 13 أغسطس 1958 في هامبورغ في ألمانيا.